# 3830-as mellékút (Magyarország)
A 3830-as számú mellékút egy bő 7 kilométeres hosszúságú, négy számjegyű mellékút Szabolcs-Szatmár-Bereg vármegye északnyugati részén; Szabolcsveresmart községet köti össze egyrészt Kékcsével és a 381-es főúttal, másrészt Rozsálypuszta nevű, különálló településrészével.

## Nyomvonala
A 3832-es útból ágazik ki, annak a 8+250-es kilométerszelvénye közelében, Szabolcsveresmart Rozsálypuszta nevű településrészén. Nyugat felé indul, nagyjából 800 méter után halad el Micsurintelep községrész mellett, Micsurin út néven, majd körülbelül 1,3 kilométer után eléri a község belterületének keleti szélét, ahol a Kossuth utca nevet veszi fel. A központot elérve, kevéssel a második kilométere előtt délebbnek fordul és a Petőfi utca lesz a neve, így halad egészen a belterület délnyugati széléig, amit 3,6 kilométer megtétele után hagy maga mögött. 4,8 kilométer után éri el Tölgyesszögtanya községrészt, mintegy 400 méteren át annak házai közt húzódik; 5,4 kilométer után pedig átlép Kékcse határai közé. E községet nagyjából 6,2 kilométer teljesítését követően éri el, a Vörösmarty Mihály utca nevet felvéve; így is ér véget a központ közelében, beletorkollva a 381-es főútba, annak a 42+700-as kilométerszelvénye közelében.
Teljes hossza, az országos közutak térképes nyilvántartását szolgáló kira.kozut.hu adatbázisa szerint 7,114 kilométer.

## Települések az út mentén
- Szabolcsveresmart
- Kékcse